# Anthony A. Williams
Anthony Allen "Tony" Williams, född 28 juli 1951 i Los Angeles, Kalifornien, var Washingtons borgmästare mellan 1999 till 2007. Han tillhör Demokratiska partiet. Han efterträddes av Adrian M. Fenty i januari 2007.